# Sapanca
Sapanca ist eine Stadtgemeinde (Belediye) im gleichnamigen Ilçe (Landkreis) der Provinz Sakarya und gleichzeitig ein Stadtbezirk der 2000 geschaffenen Büyüksehir belediyesi Sakarya (Großstadtgemeinde/Metropolprovinz) in der Türkei. Seit der Gebietsreform 2013 ist die Gemeinde flächen- und einwohnermäßig identisch mit dem Landkreis. Der Ort liegt etwa 15 Kilometer südwestlich der des Zenrtums der „alten“ Provinzhauptstadt Adapazarı am Südufer des Sees Sapanca Gölü.
Die im Stadtlogo manifestierte Jahreszahl (1873) dürfte ein Hinweis auf das Jahr der Erhebung zu Stadtgemeinde (Belediye) sein.
Der Landkreis liegt im Westen der Provinz. Er grenzt im Norden an Serdivan, im Osten an Arifiye, im Süden an Geyve und Pamukova sowie im Westen an die Provinz Kocaeli. Durch den Ort führt, am Südufer des Sapanca Gölü, die Europastraße 80, die von Portugal kommend in der Türkei von Istanbul über Erzurum bis an die iranische Grenze führt. Im Süden des Kreises liegen Ausläufer des Gebirgszuges Samanlı Dağları.
Durch Sapanca führt die Strecke der Anatolischen Eisenbahn von Istanbul-Haydarpaşa nach Ankara.
Der Kreis Sapanca wurde am 1. September 1957 aus dem ehemaligen Bucak gleichen Namens im zentralen Landkreis (Merkez) gebildet (Gesetz Nr. 9644). 

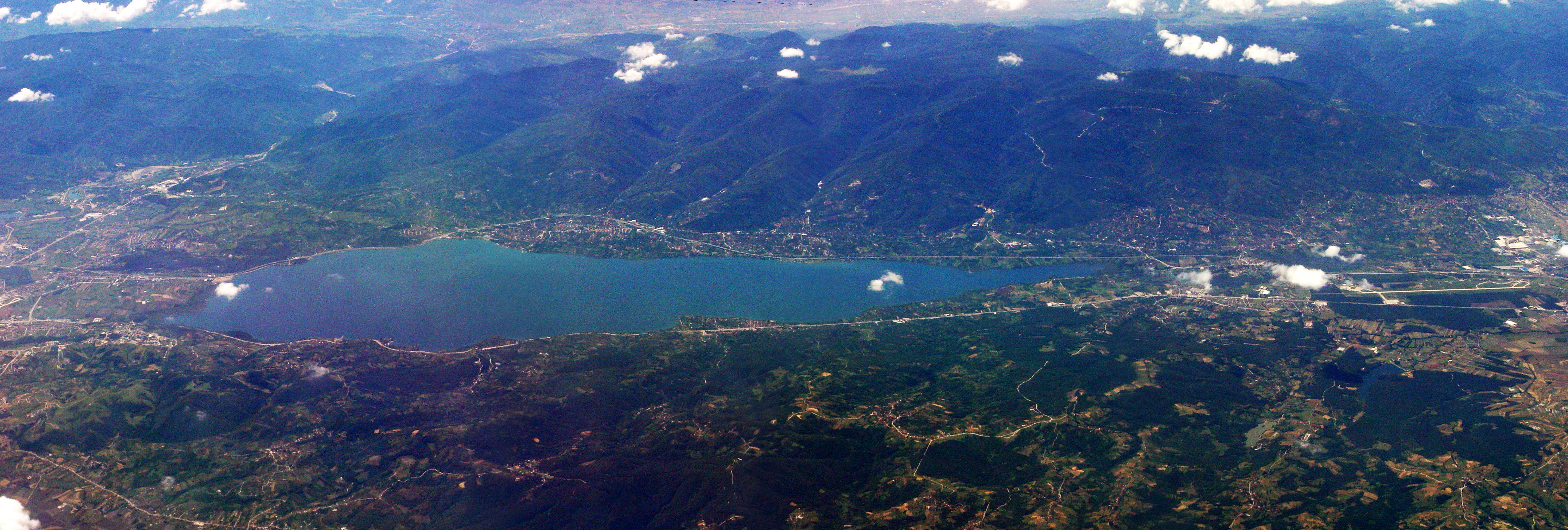
Der Sapanca Gölü von Süden

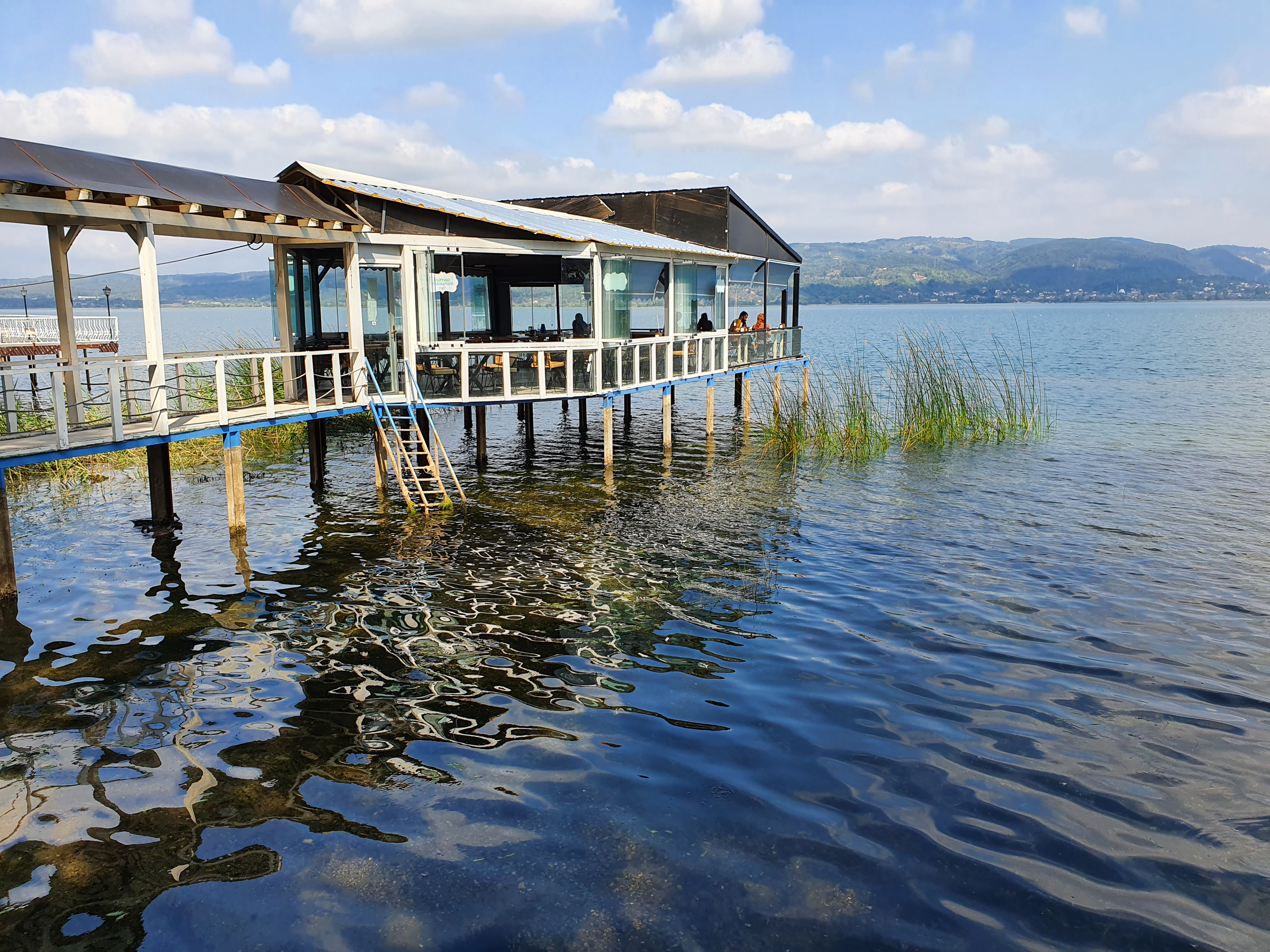
Restaurant am See

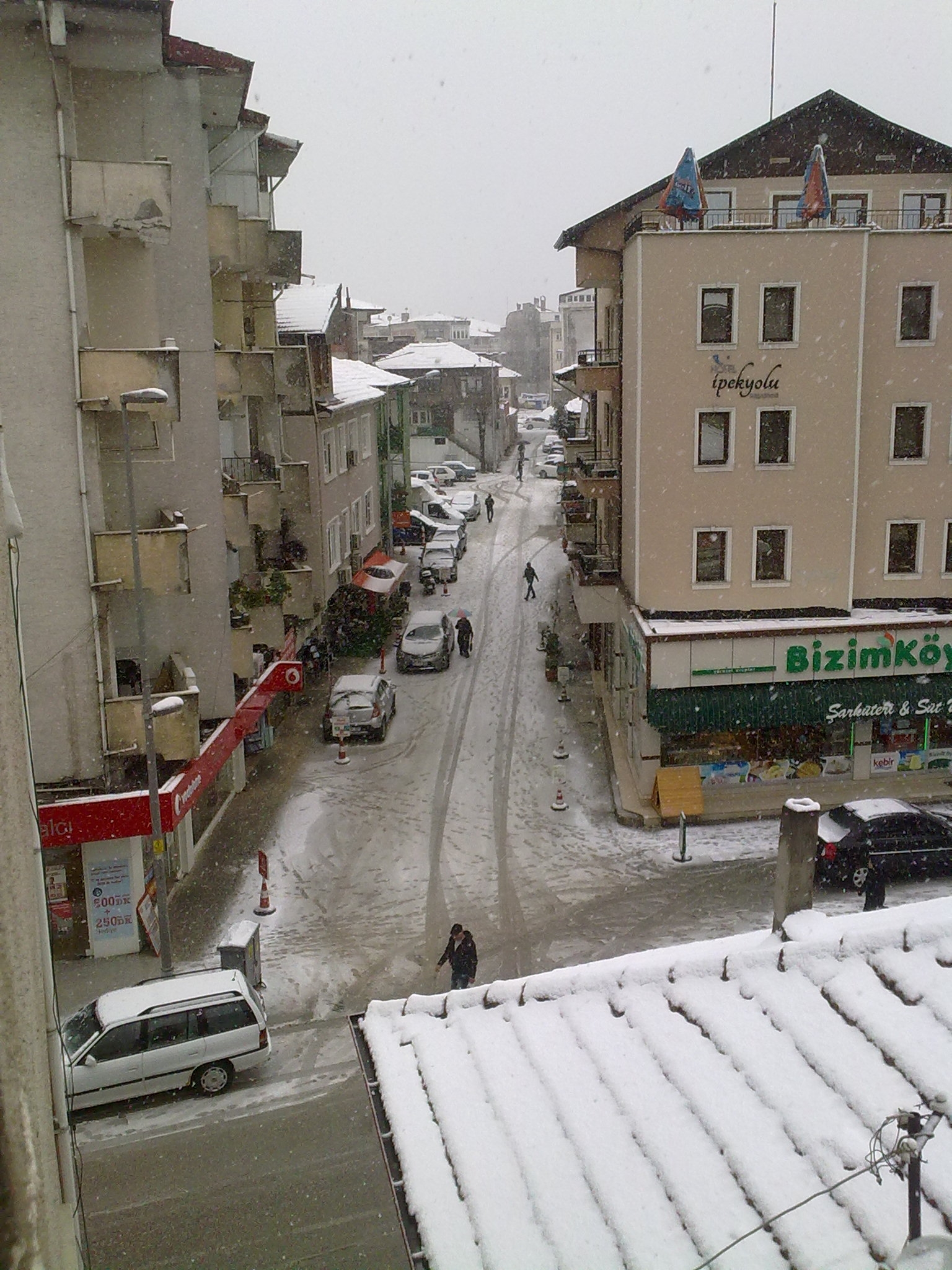
Stadtblick